# WALK TOWARDS THE FUTURE 〜JUN SKY WALKER(S) TRIBUTE〜
『WALK TOWARDS THE FUTURE 〜JUN SKY WALKER(S) TRIBUTE〜』（ウォーク・トゥワーズ・ザ・フューチャー・ジュン･スカイ・ウォーカーズ・トリビュート）は日本のロックバンド、JUN SKY WALKER(S)のトリビュート・アルバム。

## 解説
2003年5月21日にトイズファクトリーよりリリースされた。規格品番はTFCC-86129。
ベスト・アルバム『WALK TOWARDS THE FUTURE〜JUN SKY WALKER(S) BEST〜』と同時発売。収録曲・曲順共に共通している（「BAD」は除く）。両作共、ジャケットデザインは村上隆が担当。デザインはベスト盤と同じで色違い（本作は「紺」）である。

## 収録曲
1. MY GENERATION / 175R
  - アルバム『全部このままで』収録。NHK教育テレビ『真剣10代しゃべり場』テーマソング
2. すてきな夜空 / POTSHOT
  - 1stシングル、アルバム『ひとつ抱きしめて』収録
3. 全部このままで / ニューロティカ
  - アルバム『全部このままで』収録。フランキー・ヴァリの「君の瞳に恋してる」がサンプリングされている。
4. 明日が来なくても / THE PAN
  - アルバム『ひとつ抱きしめて』収録
5. 風見鶏 / Ai
  - アルバム『歩いていこう』収録
6. BAD〜START / NICOTINE
  - 「BAD」はアルバム『TOO BAD』収録（同時発売のベスト盤には収録されていない）。「START」は4thシングル、アルバム『START』収録。このアルバムでは全編英語詞で歌われている
7. Let’s Go ヒバリヒルズ / GELUGUGU
  - アルバム『Let's Go Hibari-hills』収録
8. SUICIDE DAY / オナニーマシーン
  - アルバム『J(S)W』収録
9. 言葉につまる / Oi-SKALL MATES
  - アルバム『J(S)W』収録。このアルバムでは全編英語詞で歌われている
10. JACK&BETTY / HIGHWAY61
  - アルバム『全部このままで』収録
11. 声がなくなるまで / SUPER EGG MACHINE
  - アルバム『ひとつ抱きしめて』収録
12. だけど一人じゃいられない / ゆず
  - アルバム『全部このままで』収録
13. いつもここにいるよ / Sepa
  - アルバム『全部このままで』収録
14. 白いクリスマス / チコチェアー
  - 3rdシングル

## 演奏
- 良い子悪い子普通の子オールスターズ：Guest Chorus (#1)
- 村上孝治 (Sepa)：Background Vocal (#5)
- 大槻隆 (Sepa)：Guitar (#5)
- 村松秀人 (Sepa)：Bass (#5)
- 初見英世 (Sepa)：Drums (#5)
- CRYBABY：Chorus (#12)
- 高橋利光 (鷹羽仁)：Keyboards (#13)